# Casarrubios del Monte
Casarrubios del Monte település Spanyolországban, Toledo tartományban. Casarrubios del Monte Navalcarnero, El Álamo, Batres, Carranque, El Viso de San Juan, Chozas de Canales, Camarena, Las Ventas de Retamosa, La Torre de Esteban Hambrán, Méntrida, Valmojado és Villamanta községekkel határos. Lakosainak száma 7098 fő (2024).

## Népesség
A település népessége az utóbbi években az alábbiak szerint változott:
| Lakosok száma | 3166 | 3926 | 4576 | 5131 | 5600 | 5354 | 5335 | 5681 | 6441 | 7098 |
|               | 2001 | 2004 | 2007 | 2009 | 2012 | 2014 | 2017 | 2019 | 2022 | 2024 |